# Normalschule in Münster

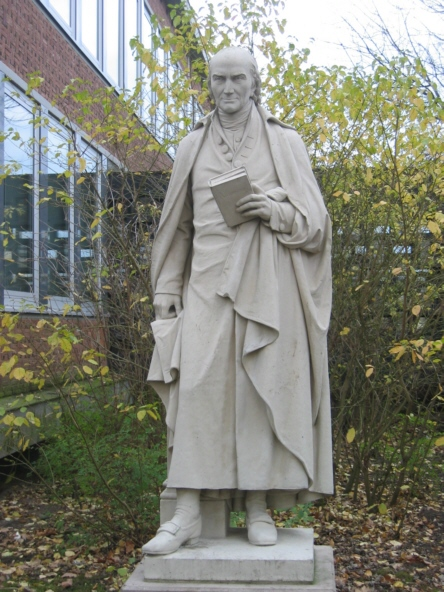
Statue Bernhard Heinrich Overbergs am Overberg-Kolleg in Münster

In Münster in Westfalen wurde 1783 vom Schulreformer Bernhard Heinrich Overberg eine Normalschule gegründet. Er leitete sie auch nach der Auflösung des Hochstifts Münster und der Eingliederung Münsters in Preußen bis 1826.

## Voraussetzung
In den allgemeinen Volksschulen herrschten zu damaliger Zeit Missstände, die nach Fürstenbergs Meinung in der fehlenden Ausbildung und der mangelnden Eignung der Lehrer begründet lagen. Bewerben als Lehrer konnte sich jeder Handwerksbursche, der des Lesens, Schreibens und Rechnens kundig war und den Katechismus verstand. Begehrenswert war diese Stellung nicht besonders, da eine geregelte Mindestbesoldung fehlte.

## Normalschule
Overbergs Hauptarbeitsfeld wurde die Ausbildung und Prüfung der Lehrer. Sie geschah in Normalschulkursen. Die von Overberg in Münster von 1784 bis 1826 gehaltenen Normalschulkurse dauerten zwei bis drei Monate. Overberg unterwies die Lehrer im Priesterseminar, dessen Regens er 1809 wurde, und zeigte ihnen die praktische Anwendung.

## Ziele
Ursprünglich diente die Normalschule der Qualifizierung bereits amtierender Lehrer, die nach Overbergs Worten „wenig oder noch gar keine Vorkenntnisse hatten“. Ab 1821 jedoch wurde sie ausschließlich von jungen Kandidaten besucht, die sich auf die Lehrertätigkeit vorbereiten wollten. Overberg wünschte den hauptberuflichen, durch keinen Zwang zu Nebentätigkeiten abgelenkten Lehrer, der seine ganze Aufmerksamkeit der Schule widmen konnte.